# Tesla (film, 2020)
Pour plus de détails, voir Fiche technique et Distribution.
Tesla est un film américain réalisé par Michael Almereyda et sorti en 2020. Il s'agit d'un film biographique sur le scientifique Nikola Tesla.
Présenté en avant-première au festival du film de Sundance 2020, il connaît ensuite une sortie limitée en salles aux États-Unis simultanément à une diffusion en VOD. En France, il sort directement en VOD.

## Synopsis
Lors de ses diverses recherches et expériences, Nikola Tesla trouve un scientifique un rival à sa hauteur : Thomas Edison. Tesla va également rencontrer des célébrités comme le banquier John Pierpont Morgan, sa fille Anne ou encore la comédienne française Sarah Bernhardt. Tesla va également développer un système d’alimentation électrique à courant alternatif moderne.

## Fiche technique
- Titre original : Tesla
- Réalisation et scénario : Michael Almereyda
- Photographie : Sean Price Williams
- Montage : Kathryn J. Schubert
- Musique : John Paesano
- Producteurs : Christa Campbell, Lati Grobman, Avi Lerner, Per Melita, Uri Singer, Isen Robbins
- Sociétés de production :  Millennium Media et Passage Pictures
- Société de distribution : IFC Films (États-Unis), VVS Films (Canada), Metropolitan FilmExport (France)
- Pays d'origine :  États-Unis
- Langue originale : anglais
- Format : couleur - 1.85:1
- Genre : drame biographique
- Durée : 102 minutes
- Dates de sortie[1] : 
  - États-Unis :
    - 27 janvier 2020 (festival du film de Sundance)
    - 21 août 2020 (sortie limitée et VOD)

  - Canada :
    - 22 septembre 2020 (en VOD)
    - 2 octobre 2020 (en DVD et Blu-ray)

  - France : 12 février 2021 (en VOD et DVD)

## Distribution
- Ethan Hawke (VQ : Jean-François Beaupré) : Nikola Tesla
- Kyle MacLachlan (VQ : Alain Zouvi) : Thomas Edison
- Hannah Gross : Mina Edison
- Eve Hewson (VQ : Juliette Mondoux) : Anne Morgan
- Ebon Moss-Bachrach : Anthony Szigeti
- Lois Smith : The Grande Dame
- Jim Gaffigan (VQ : Stéphane Rivard) : George Westinghouse
- Josh Hamilton : Robert Underwood Johnson
- Lucy Walters : Katherine Johnson
- James Urbaniak : Pr. Anthony
- John Palladino : Bourke Cochran
- Donnie Keshawarz (VQ : Marc-André Bélanger) : John Pierpont Morgan
- Ian Lithgow : Alfred Brown
- Rebecca Dayan (VQ : Laurence Dauphinais) : Sarah Bernhardt

 Source et légende : version québécoise (VQ) sur Doublage.qc.ca

## Sortie et accueil

### Sortie limitée
Le film est présenté en avant-première le 27 janvier 2020 au festival du film de Sundance 2020 où il remporte le prix Alfred P. Sloan. Peu après, IFC Films acquiert les droits de distribution. En raison de la pandémie de Covid-19, le film ne connaît qu'une sortie limitée dans les salles américaines et sort le même jour en vidéo à la demande le 21 août 2020.

### Accueil critique
Le film reçoit des critiques partagées. Sur l'agrégateur américain Rotten Tomatoes, il récolte 59% d'opinions favorables pour 165 critiques et une note moyenne de ?⁄10. Sur Metacritic, il obtient une note moyenne de 67⁄100 pour 30 critiques.